# Rocca di Urbisaglia

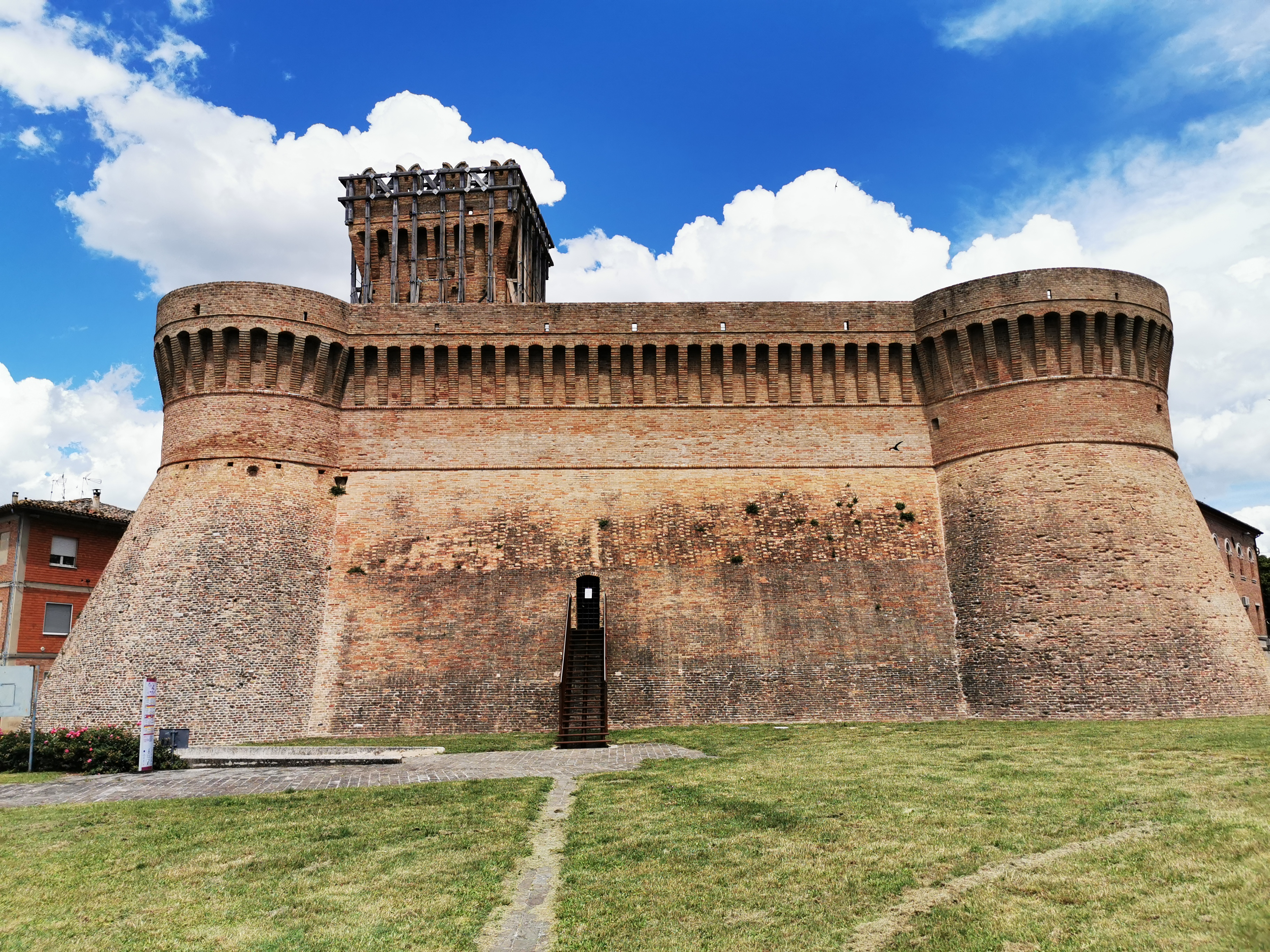
Roca de Urbisaglia

La Rocca di Urbisaglia es una fortificación militar del siglo XVI, que incluye ruinas de fortificaciones medievales y murallas romanas.Su imponente posición, dominando el casco urbano y el valle de Fiastra abajo, sugiere que aquí estuvo el Arx (la ciudadela, el espacio más protegido de la villa) o Capitolio de la ciudad romana Urbs Salvia .

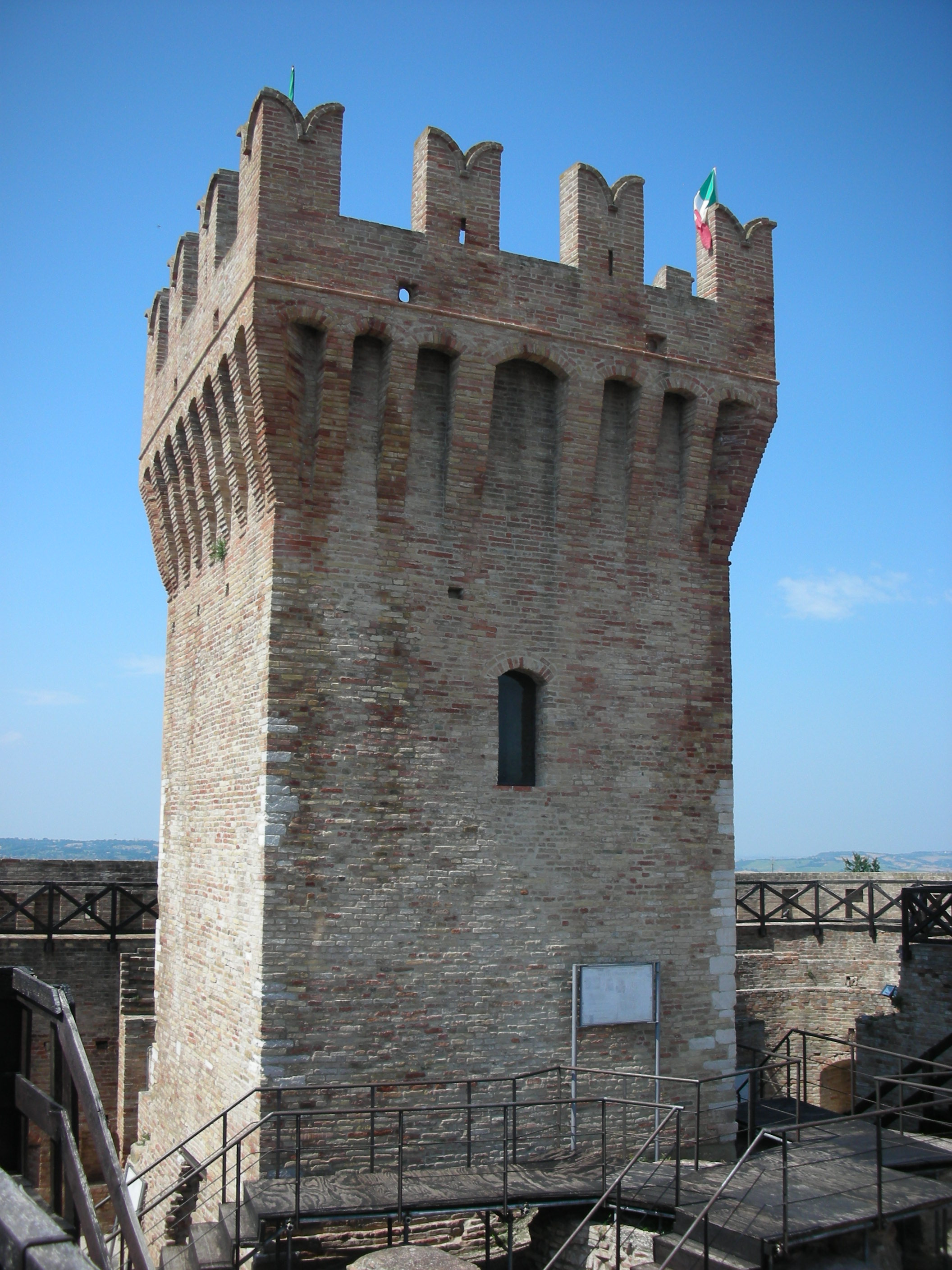
Rocca di Urbisaglia, el torreón

## Historia
La población de Urbs Salvia se refugió en los alrededores del baluarte de Arx - Capitolium tras abandonar la villa, a causa de las invasiones bárbaras. Aquí tuvo su origen el Castro de Orbesallia, gobernado por la familia Abbracciamonte.
Durante el siglo XIII, varios miembros de los Abbracciamonte comenzaron a vender su parte de Urbisaglia al municipio de Tolentino, que pronto se convirtió en el único propietario del pueblo.
Para evitar cualquier acto de rebeldía por parte de los ciudadanos de Urbisaglia, resentidos por el poder externo sobre ellos, Tolentino pidió al papa Alejandro VI el permiso para construir una nueva fortaleza, que ya estaba terminada en 1507, cuando se envió una guarnición de 12 soldados para vigilar la ciudad.

## Estructura
Tiene una forma trapezoidal con el lado más largo orientado hacia el exterior de la ciudad para afrontar mejor los posibles ataques. Hay cuatro torres en las esquinas, una torre de la puerta y una torre del homenaje donde residía la guarnición que Tolentino había impuesto en Urbisaglia.

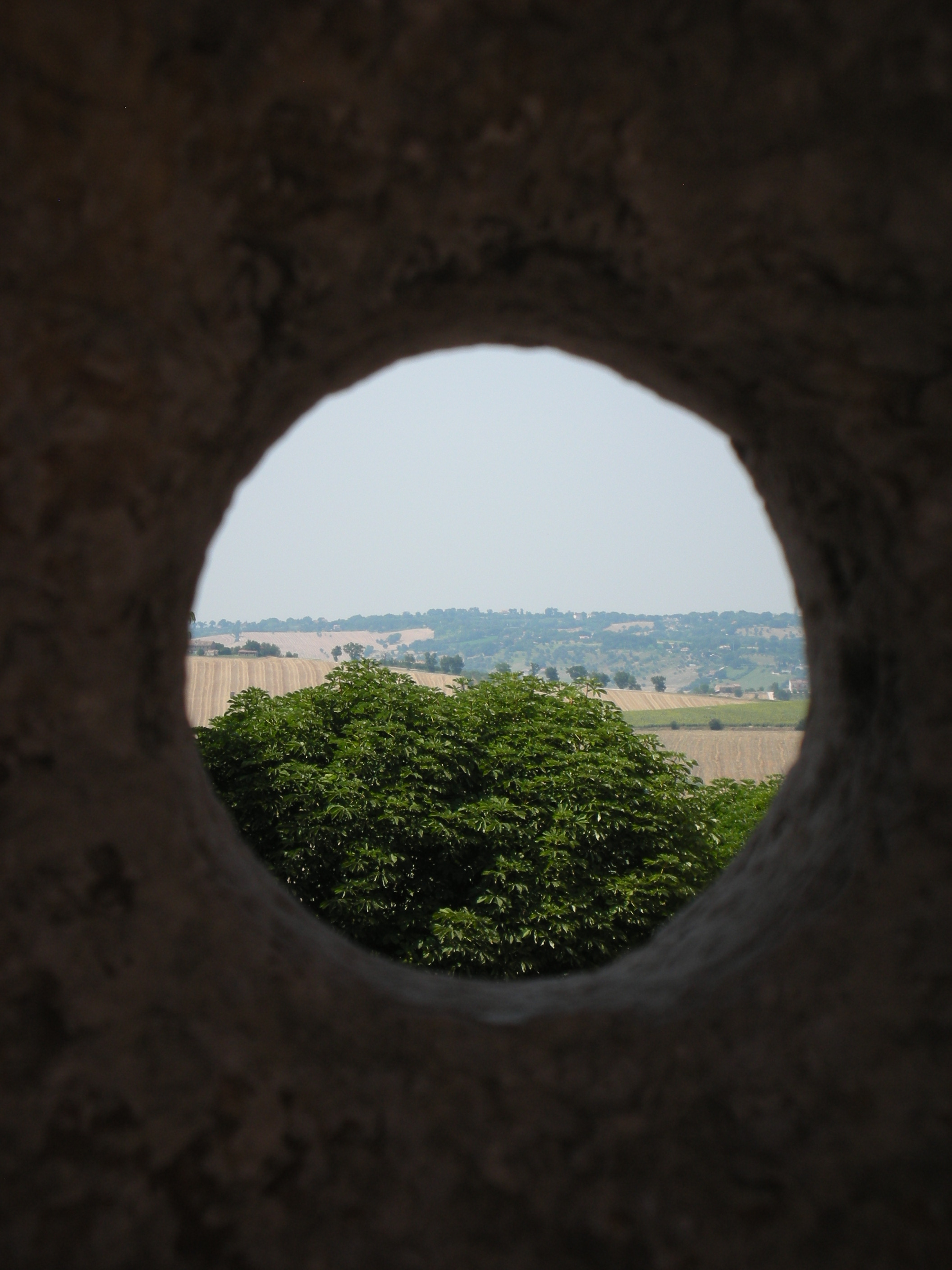
Rocca di Urbisaglia, paisaje a través de una tronera

### Torre del homenaje
Originalmente era una torre de vigilancia. Ha sufrido varias reconstrucciones entre los siglos XII y XV y su altura actual (24 m) es inferior a la inicial. La parte superior, actualmente coronada por almenas gibelinas, estaba cubierta por un tejado a dos aguas. La entrada a la torre del homenaje estaba a un nivel más alto que el suelo, por lo que la única forma de entrar en ella era a través de una escalera de madera que podía retirarse en caso de peligro.

### Torre de la puerta
Estaba protegida por la torre Norte y la torre del homenaje y tenía sus propias troneras para los mosquetes. En su día se unió a la fortaleza y a la muralla occidental, posteriormente destruida. La entrada a la fortaleza estaba situada a un nivel más alto que el suelo y se podía acceder a ella a través de una escalera de madera que se retiraba en caso de peligro.
La entrada actual era una pequeña puerta que se abría hacia el exterior de la fortaleza. Más tarde se convirtió en la única entrada viable tras la destrucción de la anacrónica escalera de madera.

### Torre Oeste
Junto con la Torre Sur y el muro cortina que las conectaba, constituía el frente exterior de la fortaleza. Tenía dos niveles de fuego, el primero en el emplazamiento del cañón en la parte superior, que estaba protegido por almenas y troneras, y el segundo a nivel del suelo en la casamata con un techo reconstruido de bóveda de cañón y tres troneras.

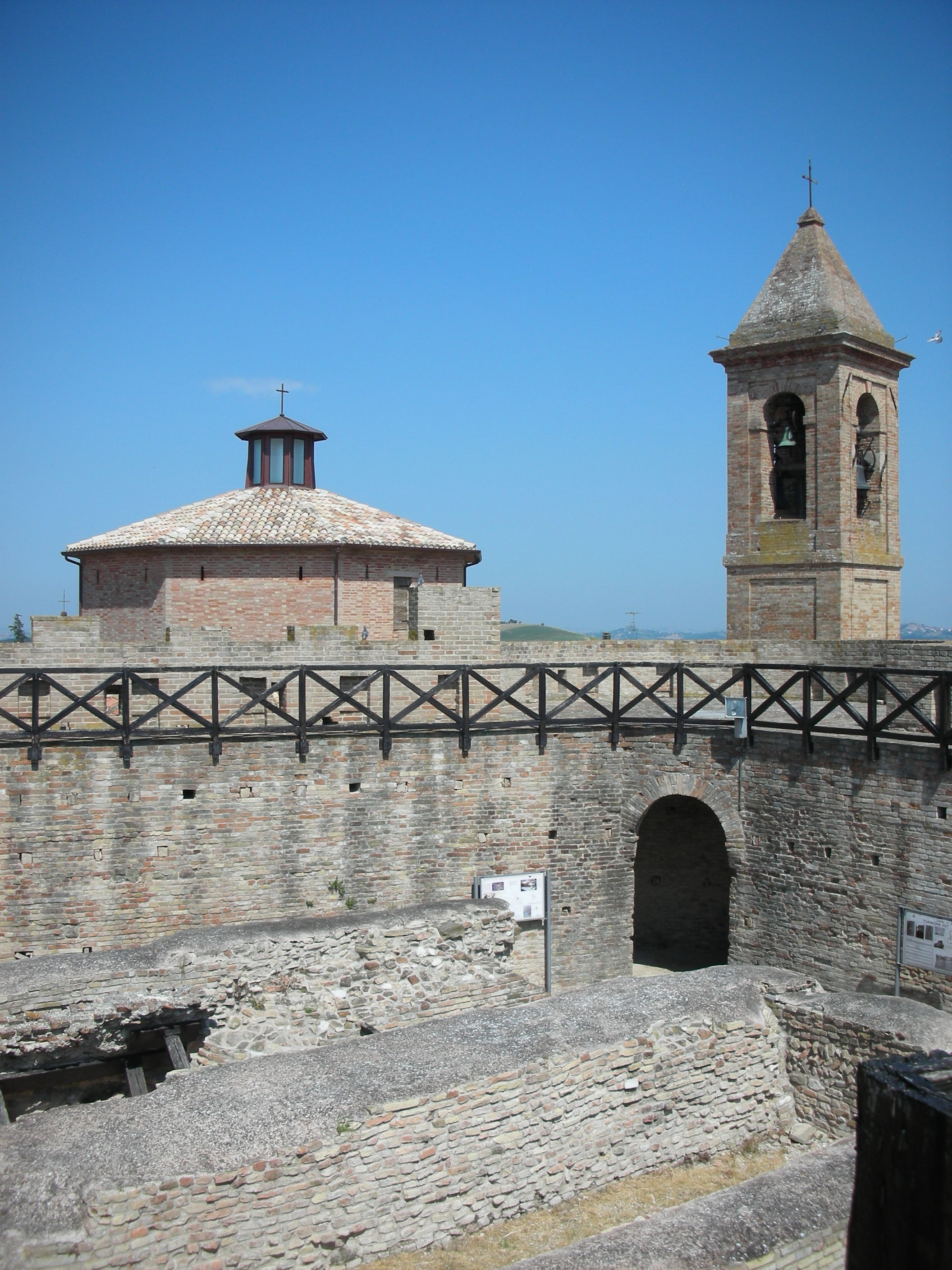
Rocca di Urbisaglia, interior. Al fondo, la cúpula y el campanario de la Colegiata de San Lorenzo

### Torre Sur
Frente al territorio enemigo, era la torre fortificada con mayor exposición al riesgo. Al igual que la Torre Oeste, tiene dos niveles de fuego. En su base aún pueden verse restos romanos de Urbs Salvia.

### Torre Este
Situada dentro de las murallas de la fortaleza, la función de esta torre no era la de defender, sino la de almacenar provisiones y suministros. En caso de asedio se utilizaba como vivienda: por eso, a diferencia de las demás, la torre Este está cubierta con un tejado a dos aguas. También es la única torre en la que la bóveda de arista ha permanecido intacta. En las aspilleras situadas debajo de la bóveda, hay orificios de ventilación cuya función era dejar salir el humo y los gases producidos por la descarga de la artillería.

### Torre Norte
Encerrada dentro de las murallas de la fortaleza, su función, a diferencia de la Torre Este, era defender el frente noreste en caso de que los atacantes rompieran las murallas y se extendieran por el castillo. Hay tres troneras a nivel del suelo, mientras que la bóveda que cubría la cámara ya no existe.

### Cisterna
Fue construida para recoger y almacenar agua de lluvia que luego se utilizaba para las necesidades diarias de los ocupantes de la fortaleza.